# Air Cadet
Air Cadet é um filme de guerra estadunidense dirigido por Joseph Pevney e estrelado por Stephen McNally, Gail Russell, Alex Nicol e Richard Long. Foi lançado em 14 de março de 1951 pela Universal Pictures.

## Elenco
- Stephen McNally ...Major Jack Page
- Gail Russell ...Janet Page
- Alex Nicol ...Joe Czanoczek
- Richard Long ...Russ Coulter
- Charles Drake ...Capitão Sullivan
- Robert Arthur ...Walt Carver
- Rock Hudson ...Upper Classman
- Peggie Castle ...Pat
- James Best ...Jerry Connell
- Parley Baer ...Major Jim Evans